# Анрио, Филипп
Филипп Анрио (7 января 1889 года, Реймс — 28 июня 1944 года, Париж) — французский поэт, журналист, политик и министр времён режима Виши, ответственный за пропагандистские передачи. Также работал по совместительству во французской милиции.

## Карьера
Филипп Анрио, набожный католик и поэт, написал несколько сборников стихов в начале 1920-х годов. Он стал политическим активистом в период Республиканской федерации и был избран в Палату депутатов Третьей республики от департамента Жиронда в 1932 и 1936 гг. Он стал «убежденным членом правых католических националистов». Состоял в руководстве Патриотической молодёжи. К середине 1930-х годов его антиреспубликанские предрассудки сделали его естественным противником Народного фронта, а в своих выступлениях он проявил себя как антикоммунист, антисемит, антимасон и противник парламентской системы. В 1934 участвовал в создании Национального фронта (коалиция «Патриотической молодёжи» Пьера Теттенже и Французской солидарности Жана Рено). В 1936 году генерал де Кастельно, лидер ФНС, охарактеризовал Анрио как «ярого защитника религии, семьи и общества». В начале Второй мировой войны он был категорическим противником Германии. Однако в 1941 году Анрио начал поддерживать нацистскую Германию после того, как она вторглась в Советский Союз в ходе операции «Барбаросса», поскольку он надеялся на поражение коммунизма, считая большевизм врагом христианства.

## Пропагандист

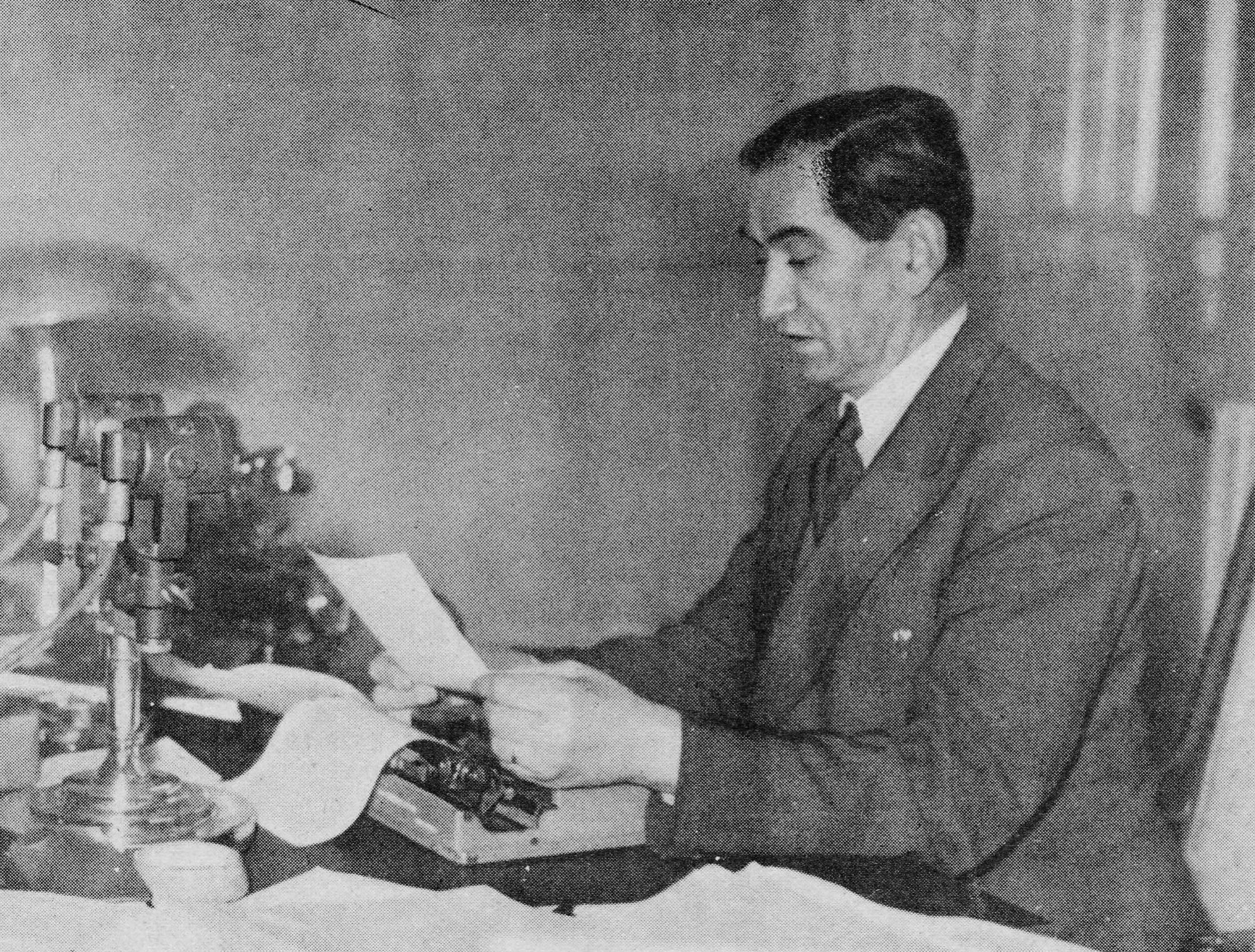
Анрио ведёт радиопередачу

В 1940 году, после капитуляции Франции перед Германией, Анрио стал журналистом, работающим на французское правительство во главе с Филиппом Петеном, которое перебралось в Виши. В декабре 1943 года он был назначен статс-секретарем по информации. В течение своей карьеры он создавал программы и транслировал их через Радио Парижа, став официальным представителем правительства. Он развязал пропагандистскую войну против Сил Свободной Франции и BBC, которые представляли Пьер Дак и Морис Шуман. За свои попытки сформировать положительный образ коллаборационистского правительства Франции и немецких оккупантов, а также разрушить народную поддержку Сопротивления, Анрио получил прозвище «французский Геббельс». Он дважды в день выступал по Радио Виши, «неоднократно и красноречиво нападая на всех, кого он считал равнодушным по отношению к сотрудничеству (с немцами), и призывал всех добропорядочных католиков поддержать усилия Германии в борьбе против коммунизма». Он продолжил выступать в пропагандистских программах и после того, как немцы из-за прихода союзников в Северную Африку оккупировали в ноябре 1942 года южную Францию, которая ранее была «свободной зоной», контролируемой французским правительством в Виши. Он угрожал французам тяжёлыми последствиями в случае любых связей с союзниками или «террористами» (группами сопротивления) и опровергал аргументы «Сил Свободной Франции» в передачах BBC. В целом Анрио написал и поставил 270 передач на Радио Виши с «завораживающей риторикой и выразительностью» … как «выдающаяся медиа-звезда».
«Нет сомнений в том, что передачи Анрио оказали большое влияние, привлекая большую и разнообразную аудиторию». По отзывам современников, «Анрио слушают все, враги или сторонники. Семьи меняют время приема пищи, чтобы не пропустить его. В тот момент, когда он говорит, на улице никого не остается». 6 января 1944 года Анрио был назначен министром информации и пропаганды Франции.
В 1943 году Анрио вступил в военизированную организацию «французская милиция» «с глубоким убеждением, что христианская цивилизация ведет борьбу не на жизнь, а на смерть против большевизма».

## Убийство
Анрио был естественной мишенью для Сопротивления и 28 июня 1944 года в здании министерства, где он жил, он был убит группой агентов КОМАК, организации, обозначенной французским правительством в Виши как «террористы». Под видом членов милиции они убедили его открыть дверь. В отместку милиция казнила Жоржа Манделя, известного противника коллаборационизма.
Анрио был торжественно похоронен в Париже в присутствии кардинала Сюара и представителя маршала Петена, генерала Брекара в соборе Парижской Богоматери. Его гроб был установлен в окружении французских флагов и цветов перед мэрией Парижа, где к нему пришли тысячи сторонников — менее чем за два месяца до освобождения Парижа.

## Другие факты
Анрио был энтомологом и опубликовал ряд исследований о бабочках. Его семья, как и он сам, исповедовала крайне правые взгляды, его внук сделал карьеру в партии «Национальный фронт».